# Лапеєр (Мічиган)
Лапеєр (англ. Lapeer) — місто (англ. city) в США, в окрузі Лапір штату Мічиган. Населення — 9023 особи (2020).

## Географія
Лапеєр розташований за координатами 43°2′42″ пн. ш. 83°19′38″ зх. д. / 43.04500° пн. ш. 83.32722° зх. д. (43.045077, -83.327272).  За даними Бюро перепису населення США в 2010 році місто мало площу 19,14 км², з яких 18,48 км² — суходіл та 0,66 км² — водойми.

## Демографія
Згідно з переписом 2010 року, у місті мешкала 8841 особа в 3446 домогосподарствах у складі 1927 родин. Густота населення становила 462 особи/км².  Було 3956 помешкань (207/км²).
Расовий склад населення:
| - 88,6 % — білих - 7,6 % — чорних або афроамериканців - 0,8 % — азіатів - 0,6 % — корінних американців |

До двох чи більше рас належало 1,8 %. Частка іспаномовних становила 3,9 % від усіх жителів.
За віковим діапазоном населення розподілялося таким чином: 24,1 % — особи молодші 18 років, 62,4 % — особи у віці 18—64 років, 13,5 % — особи у віці 65 років та старші. Медіана віку мешканця становила 36,0 року. На 100 осіб жіночої статі у місті припадало 106,3 чоловіків;  на 100 жінок у віці від 18 років та старших — 105,2 чоловіків також старших 18 років.
Середній дохід на одне домашнє господарство  становив 43 915 доларів США (медіана — 32 910), а середній дохід на одну сім'ю — 52 257 доларів (медіана — 40 247). Медіана доходів становила 36 298 доларів для чоловіків та 31 827 доларів для жінок. За межею бідності перебувало 27,3 % осіб, у тому числі 42,0 % дітей у віці до 18 років та 11,5 % осіб у віці 65 років та старших.
Цивільне працевлаштоване населення становило 2825 осіб. Основні галузі зайнятості: виробництво — 24,2 %, освіта, охорона здоров'я та соціальна допомога — 22,1 %, роздрібна торгівля — 12,5 %, науковці, спеціалісти, менеджери — 11,4 %.